# Smeshariki
Smeshariki (tiếng Nga: Смешарики, Xmê-xa-ri-ki, viết tắt của смешные шарики / Những trái bóng vui nhộn) là serie phim hoạt hình vui nhộn dành cho trẻ em và các bậc phụ huynh của Truyền hình Nga. Bộ phim là một phần trong dự án văn hóa - giáo dục "Một thế giới không bạo lực" (Мир без насилия) nằm dưới sự hỗ trợ của Bộ Văn hóa Liên bang Nga.
Để đáp ứng một phần cho mục đích thương mại và quảng bá hình ảnh về một "Nước Nga mới" ra thế giới, vào tháng 9 năm 2008, 104 tập phim hoạt hình đã được phỏng tác để phát sóng trên kênh truyền hình Mỹ The CW với tiêu đề "GoGoRiki" (gəu'gəu'riki'). Ngoài ra, bộ phim cũng được giới thiệu với khán giả truyền hình Đức qua tên gọi "Kikoriki" (kênh KI.KA), Anh (kênh Pop), Italia  với tên gọi Kikoriki và Ukraina - "Smіshariki" (kênh Inter, Kênh truyền hình Mới).

## Nội dung
Loạt phim hoạt hình kể về câu chuyện của các Smesharik - những con thú nhỏ hình tròn vui nhộn bé xíu, sống trong thế giới hư cấu của riêng chúng.
Hình dạng của chúng nhấn mạnh đến tính nhân hậu, và cho phép ngay cả một đứa trẻ cũng dễ dàng vẽ ra các Smesharik. Mỗi một Smesharik có lai lịch cuộc sống và tính cách cá nhân riêng của mình, trong số các Smesharik không có nhân vật phản diện.
Hầu như mỗi serie được xây dựng trên một tình huống có vấn đề nào đó, mà một đứa trẻ có thể gặp trong cuộc sống. Ẩn giấu sau sự đơn giản bề ngoài và sự ngây thơ con trẻ của cốt truyện là các chủ đề nghiêm túc và thậm chí mang tính triết lý sâu sắc, do đó ngay cả người lớn cũng thường xem phim hoạt hình này.

### Nhân vật
Tròn, đầy màu sắc và "hoàn toàn không bạo lực", những nhân vật ngộ nghĩnh đã thực sự thành công trên khắp thế giới. Bộ phim đã tiếp bước trở thành sự lựa chọn của thế hệ trẻ em mới. Các nhân vật chính có thể chia ra thành 2 nhóm tuổi — bốn "đứa trẻ" (Barash, Yëzhik, Krosh và Nyusha) và 5 "người lớn" (Kar-Karych, Kopatych, Locyash, Pin và Sovun'ya).

## Công chiếu
Loạt phim hoạt hình "GoGoriki" được khởi chiếu ở Mỹ vào mùa thu năm 2008. Ở Đức, chúng được biết với tên gọi "Kikoriki", nhưng  những quả bóng này được sinh ra ở Nga vào năm 2003 với tên gọi "Smeshariki" – trong xưởng phim hoạt hình của hãng SKA Peterburg.
Ở quê nhà, những người bạn tròn bụng to này đã được công chúng nhiệt liệt hoan nghênh thành công của mình. "Smeshariki" đã vượt qua các đối thủ nước ngoài và thành công từ trong nước Nga để rồi lan ra cả phương Tây.
"Tên gọi GoGoRiki là ý tưởng từ các đối tác Mỹ của chúng tôi. Họ tin rằng cái tên này sẽ rất thu hút, còn chúng tôi thì vẫn muốn có cái đuôi riki để gợi nhớ đến tên Nga gốc. Còn trong phiên bản châu Âu thì tất cả các nhân vật đều có tên gọi tiếng Anh" - Vladimir Dmitriyev, CEO của hãng kinh doanh trò chơi điện tử Fun Game Media cho biết.
Loạt phim có những bài học vui nhộn, hoàn toàn không bạo lực. "Một thế giới không bạo lực là triết lý của loạt phim. Các nhân vật luôn luôn tìm được cách giải quyết không có xung đột. Cách tiếp cận như thế là một nhu cầu lớn ngày nay, và có rất ít sản phẩm không đề cao bạo lực, đồng thời mỗi tập phim đều mang tính giáo dục !", ông Vladimir Dmitriyev nói.

## Sản phẩm ăn theo
Năm 2007, thành công của loạt phim này đã tiến rất nhanh với tổng doanh thu gần 100 triệu Mỹ kim, trong đó 80% là từ các sản ăn phẩm theo chủ đề. Đĩa DVD, sách, game, bưu thiếp, đồ chơi, quần áo... mô phỏng Smeshariki hết thảy đều nằm trong danh sách những mặt hàng phục vụ trẻ em bán chạy nhất ở Nga. Thật đáng ngạc nhiên, nếu để ý tới việc là sự thành công chỉ đơn thuần dựa trên những quả bóng.
| Game                          | Phát hành | Thể loại        |
| ----------------------------- | --------- | --------------- |
| Круглая компания              | 2005      | Обучающая       |
| Калейдоскоп игр               | 2005      | Калейдоскоп игр |
| Компьютер Ёжика               | 2005      | Обучающая       |
| По дороге со Смешариками      | 2006      | Развлекательная |
| Нюша-принцесса                | 2006      | Обучающая       |
| Праздники со Смешариками      | 2006      |                 |
| Калейдоскоп игр 2             | 2007      | Калейдоскоп игр |
| Считаем со Смешариками        | 2007      | Обучающая       |
| Букварик-Смешарик             | 2007      | Обучающая       |
| Мультмастерская               | 2008      |                 |
| Смешарики идут в поход        | 2008      | Развлекательная |
| В поисках Биби                | 2008      | Квест           |
| Параллельные миры             | 2009      | Квест           |
| Калейдоскоп игр 3. Романтика. | 2009      | Калейдоскоп игр |
| Калейдоскоп игр 4. География  | 2009      | Калейдоскоп игр |
| Два волшебника                | 2010      | Квест           |

## Vinh danh
Năm 2005, "Smeshariki" nhận giải đặc biệt của Liên hoan phim Nghệ thuật Kỹ thuật số và phim hoạt hình Trung Quốc, được tổ chức tại thành phố Quảng Châu, Trung Quốc.
Trong cùng năm, "Smeshariki" đã được trao giải thưởng của khán giả tại Liên hoan phim hoạt hình Quốc tế Cartoons on the Bay, được tổ chức tại Ý.
Trong năm 2008, Nghị định của Tổng thống Liên bang Nga, loạt phim hoạt hình đã nhận được giải thưởng Nhà nước Nga trong lĩnh vực nghệ thuật và văn hóa. Một phần khoản tiền thưởng 5 triệu rúp đã được chia cho người quản lý dự án nghệ thuật Anatoly Prokhorov, giám đốc nghệ thuật Salavat Shaykhinurov và nhà sản xuất Ilya Popov.

## Chi tiết thú vị
Trong quá trình chuyển ngữ, đã có một số phiên bản khác với nguyên gốc, như tập phim "Phi vụ Ông già Tuyết" trở thành "Phi vụ Santa Claus".
Theo lời các nhà sản xuất, con đường tiếp theo của "Smeshariki" sẽ là phim 3D và công viên theo chủ đề này.